# Konrad Dobler
Konrad Dobler (Konrad Waldemar Dobler; * 27. April 1957 in Alt-Asbach, Rotthalmünster) ist ein ehemaliger deutscher Langstreckenläufer, der seine größten Erfolge im Marathon hatte.

## Sportliche Karriere
1987 wurde er Deutscher Meister im Crosslauf, 1988 Zweiter bei den Deutschen Marathon-Meisterschaften in 2:15:04 h. Beim Marathon-Weltcup 1989 in Mailand kam er als bester bundesdeutscher Läufer mit 2:13:51 h auf den zehnten Platz. Im Jahr darauf wurde er beim Marathon der Europameisterschaften Neunter und siegte beim Frankfurt-Marathon in 2:13:29 h.
1991 wurde er beim im Rahmen des London-Marathons ausgetragenen Marathon-Weltcup als bester Deutscher Elfter und stellte mit 2:11:57 h seine persönliche Bestzeit auf. Bei den Leichtathletik-Weltmeisterschaften 1991 belegte er den zehnten und bei den Olympischen Spielen 1992 in Barcelona den 49. Platz. Beim Frankfurt-Marathon 1992 wurde er Zweiter in 2:13:16 h.
Bei der im Rahmen des Hannover-Marathons ausgetragenen Deutschen Meisterschaft 1993 errang er zum zweiten Mal den Vizetitel und wurde daraufhin für die Weltmeisterschaften 1993 in Stuttgart nominiert. In einer Hitzeschlacht wurde er Sechster in 2:18:28 h.
Im Jahr wurde er Siebter beim Tokyo International Men’s Marathon in 2:12:57 h. Bei den Europameisterschaften 1994 kam er auf den 14. Platz und war erneut bester deutscher Läufer. 1995 wurde er als Gesamtfünfter des Hamburg-Marathons Deutscher Marathonmeister in 2:12:57 h. Bei den Weltmeisterschaften 1995 belegte er den 14. Platz.
Mit einer Zeit von 2:13:28 h, erzielt als Zweiter des Hannover-Marathons 1996, qualifizierte er sich für den Marathon der Olympischen Spiele 1996 in Atlanta, bei dem er den 49. Platz belegte.
Der Athlet mit dem Spitznamen „Konny“ ist 1,78 m groß und wog zu Wettkampfzeiten 62 kg. Er startete zunächst für den VfL Waldkraiburg, später für den SVO Germaringen.

## Bestzeiten
- 3000 m: 8:02,21 min, 1. Juni 1989, Frankfurt am Main
- 5000 m: 13:48,26 min, 6. August 1986, Koblenz
- 10.000 m: 28:29,70 min, 18. August 1989, Berlin
- Halbmarathon: 1:03:47 h, 19. September 1992, Uster
- Marathon: 2:11:57 h, 21. April 1991, London

## Beruf und Privates
Dobler ist von Beruf Polizist. Von 2002 bis 2020 war er hauptamtlicher Bürgermeister der Gemeinde Langerringen. Er ist verwitwet und Vater von vier Kindern.